# Psicohistoria (ficción)
Esta página se refiere al uso del término en ciencia-ficción por Isaac Asimov, para la psicohistoria en la realidad véase Psicohistoria
La psicohistoria  es el nombre de una ciencia ficticia en el universo de la Saga de la Fundación de Isaac Asimov, que es una combinación de historia, psicología y estadística matemática para calcular el comportamiento estadístico de poblaciones extremadamente grandes, como la del Imperio Galáctico.
El término psicohistoria es introducido por primera vez durante los eventos de Los robots del amanecer por parte del doctor Han Fastolfe, que habiendo pasado más de seis décadas estudiando las particularidades del cerebro positrónico confiesa que el cerebro humano es mucho más complejo. 
Además , él mismo, plantea que a diferencia del cerebro positrónico regido por las Leyes de la Róbotica, quizá llegue el día en que alguien enuncie las Leyes de la Humánica, y será entonces cuando podrán ser predichos los rasgos generales del futuro y de la humanidad.
Asimov utilizó la siguiente analogía: en un gas, el movimiento de una sola molécula es muy difícil de predecir, debido a los continuos choques con sus vecinas, pero el comportamiento a escala visible de un gas puede ser predicho con gran exactitud. Así, si se aplicaran cálculos estadísticos a una población lo bastante grande, como el Imperio Galáctico de sus novelas, cuya población era de billones de personas, se podría predecir su evolución histórica y social global con gran exactitud.

## La teoría
La psicohistoria consiste en que, a pesar de que no se pueden prever las acciones de un individuo en particular, las leyes de las estadísticas aplicadas a grandes grupos de personas podrían predecir el flujo general de los acontecimientos futuros.
El personaje responsable de la consolidación de esta ciencia, Hari Seldon, estableció que este teorema depende de los siguientes axiomas:
1. La población en la cual el comportamiento fuera a ser modelado debía ser suficientemente grande (±75 billones).
2. La población debía permanecer ignorante de la aplicación de los análisis psicohistóricos.
Es posible agregar un tercer axioma si se toma en cuenta el final del argumento de Fundación y Tierra: 
3. Que la humanidad es la única inteligencia actuante en la galaxia.
Mucho después de presentar el concepto, Asimov describió orígenes históricos (pre-Seldon) de la psicohistoria. En Los robots del amanecer, que se sitúa miles de años antes de Fundación, describe los intentos del robotista Han Fastolfe de crear una ciencia basada en la observación cuidadosa de otros, particularmente de su hija Vasilia.
En Preludio a la Fundación nos damos cuenta de que fue en realidad uno de los robots de Fastolfe, R. Daneel Olivaw, el que manipuló a Seldon hacia la aplicación práctica de esta ciencia. La psicohistoria de Asimov tiene un precedente en una de las novelas de Sherlock Holmes de Arthur Conan Doyle, donde uno de los personajes describe la posibilidad de predecir el comportamiento de la sociedad usando medios matemáticos.
El concepto de psicohistoria fue planteado como idea por R. Giskard Reventlov, quien la compartió durante su funcionamiento con R. Daneel Olivaw.  Nótese que la psicohistoria funciona como herramienta para facilitar a R. Daneel Olivaw en su cumplimiento de la Ley Cero (también denominada ley zeroth en inglés).

## La psicohistoria, de la ficción a la realidad
Como se presenta en la saga de la novela, con el personaje que conquista la Primera Fundación (el "Mulo"), la variedad de las acciones humanas hace muy difícil llevar la psicohistoria del campo de la fantasía al de la realidad. La psicohistoria puede llegar a ser posible en el futuro si se mejoran los modelos estadísticos y se elabora una matriz matemática en la cual estén presentes toda la variedad de acciones humanas, con inclusión del plano psicológico, social, económico, etc.
En este último caso las miles de variables del comportamiento, tanto individual como social, que constituyen el comportamiento humano deberán ser ingresadas a un sistema de cómputo que permita medir la probabilidad de ocurrencia de las acciones futuras. Incluso en un sistema tan detallado como éste siempre se hablará de probabilidad de ocurrencia de la acción y nunca de certeza en la misma.
El big data podría ser la línea de trabajo sobre la cual elaborar modelos matemáticos que prevean el comportamiento de grandes masa de personas, en el entendido que la captura de datos para diversos aspectos de una persona, constituirían su perfil psicológico el que sumado al de millones de personas, permitiría no tan sólo predecir un comportamiento, sino también provocarlo. Ese resultado sería, de hecho, psicohistoria.